# Троїцький адміністративний округ
Троїцький адміністративний округ (рос. Троицкий административный округ) — адміністративний округ Москви, утворений 1 липня 2012 року в результаті реалізації проекту розширення території міста.
У Троїцький адміністративний округ увійшли райони:
- Бекасово
- Вороново
- Краснопахорський
- Троїцьк